# 涅俄普托勒摩斯一世
涅俄普托勒摩斯一世（希臘語：Νεοπτόλεμος Α' Ηπείρου，？—前357年），伊庇魯斯國王，前370年至前357年在位。
涅俄普托勒摩斯是阿爾塞塔斯一世之子。父親去世後，涅俄普托勒摩斯與兄弟阿瑞巴斯將王國一分為二。他是亞歷山大一世與奧林匹亞絲的父親。